# Криминалистика
Криминалистиката (на латински: crimen, р.п. criminis – престъпен, отнасящ се към престъпление ) е специална наказателно-правна наука, която изучава обществените отношения, свързани с разкриването и разследването на престъпленията и в определени граници с тяхното предотвратяване. Тя съдейства пряко за постигане целите на наказателното правосъдие и играе непосредствена роля в борбата срещу престъпността. За основоположник на криминалистиката се смята Ханс Грос.

## Предмет на криминалистиката
Ханс Грос: приема, че криминалистиката е наука, която изучава изкуството на провеждането на следствените действия и тяхното най-добро съчетание. Впоследствие Грос развива идеите си за предмета на криминалистиката и приема, че тя изследва способите и мотивите за извършване на престъпленията и способите за тяхното разкриване.
Според проф. Цеков криминалистиката изучава:
1. процесите и закономерностите на отразяване на събитието на престъплението в обективната среда и възникването на материалните и идеалните следи и други веществени доказателства;
2. способите и средствата, правилата и препоръките откриване, фиксиране, запазване, изземване и изследване на доказателствата;
3. тактическата организация на разследването;
4. методиката за разследване на отделните видове престъпления.

Според проф. Беленски:криминалистиката изучава:
Закономерностите във връзка с разкриването и разследването на престъпленията относно:
1. възникването, състоянието, изменението, повреждането и унищожаването на доказателствата;
2. способите и средствата, правилата и препоръките относно: събирането, изследването, оценката и използването на доказателствата;
3. криминалистичните правила, способи, препоръки и методически указания за: общата организация на разследването; организацията на отделните процесуални способи на доказване;

организацията на разследване на отделните видове престъпления.

## Етимология
За първи път понятието „криминалистика“ е използвано от австрийския криминалист Ханс Грос (1847-1915 г.) в „Ръководство за следователи като система на криминалистиката“.
На английски терминът за криминалистика е Criminalistics.
Терминът за криминология обаче на английски и като наименование и като понятие остава същия: Criminology.

## Специфика
В съвременните виждания: доминира схващането, че криминалистиката като наука се отличава със следните особености:
1. специална наказателно-правна наука, изучаваща разкриването, разследването и предотвратяването на престъпленията;
2. нормативна наука – използва широка нормативна база – Конституцията, НПК, НК, ЗСВл, Наредбата за полицейската регистрация, Инструкция № I-21 за работа с автоматизираната дактилоскопна идентификационна система (AFIS) и други.
3. структурата на криминалистичното знание има комплексен характер – използват се знания от наказателното право, наказателно-процесуалното право, криминологията, съдебната медицина, съдебната психология, съдебната психиатрия, естествените и техническите науки;
4. криминалистиката съдейства за усъвършенстване на наказателно-процесуалната правна уредба по отношение разследването на престъпленията;
5. криминалистичното знание намира приложение в правораздавателната и правоохранителната дейност;
6. криминалистичното знание намира все по-широко разпространение и приложение и извън съдопроизводствената дейност, в други сфери на обществената практика.

## Криминалистиката в България
В България криминалистика се преподава в Юридическия факултет на Софийския университет „Св. Климент Охридски“ от 1929 г. За основоположник на университетската криминалистика в България се счита проф. Н. Саранов. Университетските преподаватели, които продължават в различни периоди преподаването и развитието на криминалистиката в Софийския университет „Св. Климент Охридски“ са: проф. Ив. Вакарелски, проф. Ц.Цеков, проф. Е. Коцева, проф. Р.Беленски. Криминалистика се изучава в повечето юридически факултети в страната. Сред преподавателите извън Софийския университет могат да бъдат посочени проф. Г. Михайлов, проф. К. Бобев, проф. Иван Боев, проф. Й. Кунчев, доц. Иван Видолов, доц. Валентин Недев, доц. Христо Павлов и др.

## Разграничение

### Криминалистика и съдебни експертизи
В българската правна доктрина:, за разлика от англосаксонската, се прави разграничение между криминалистиката и съдебните експертизи (forensic sciences), както като науки, така и като учебни дисциплини. Съдебните експертизи имат помощен характер в различните видове съдопроизводства (наказателно, административно, гражданско, арбитражно). Различието се основава на гносеологически и формално юридически критерии. Съдебните експертизи се основават на специално (неюридическо) знание. Криминалистиката е юридическа, наказателноправна наука.

### Криминалистика и криминология
Криминалистиката често се бърка с криминологията, тъй като и двете са съставни думи от крим (лат. престъпление). Впрочем, двете науки работят успоредно в откриване на причините за престъпленията, но в различни сфери.
- Криминологията – наука за престъплението във фазата на неговото възникване, предотвратяване и извършване. Изучават се различни методики за превенция и т.н., като основното е престъплението да не се извърши, т.е. неговото предотвратяване.
- Криминалистиката – юридическа наука за разследване на извършено престъпление; откриване, изземване, изследване, оценяване и съхранение на доказателствата и разкриване на извършителя на престъплението, както и разкриване на обективната истина.